# Game-Friedman-Paradice-Syndrom
Das Game-Friedman-Paradice-Syndrom ist eine sehr seltene angeborene Erkrankung mit den Hauptmerkmalen Intrauterine Wachstumsretardierung, Hydrocephalus und Lungenhypoplasie.
Synonyme sind: englisch Game Friedman Paradice syndrome; Hydrocephalus with associated malformations; Retarded growth, hydrocephalus, micrognathia, intestinal malrotation, omphalocele, short lower limbs and foot deformities
Die Bezeichnung bezieht sich auf die Erstautoren der Erstbeschreibung aus dem Jahre 1989 durch die kanadischen Humangenetiker K. Game, Jan M. Friedman, B. Paradice und Margaret G. Norman.

## Verbreitung und Ursache
Die Häufigkeit wird mit unter 1 zu 1.000.000 angegeben, bislang wurde nur über 4 Geschwister berichtet. Erbgang und Ursache sind nicht bekannt.

## Klinische Erscheinungen
Klinische Kriterien sind: verlangsamtes fetales Wachstum, Hydrozephalus mit offenem Aquaeductus mesencephali, unterentwickelte Lungen und andere Anomalien, wie kleiner Kiefer, Malrotation des Darmes, Omphalozele, kurze untere Gliedmaßen, gebogenes Schienbein und Fußdeformitäten.

## Diagnose
Die Verdachtsdiagnose ergibt sich aus der Kombination klinischer Befunde.